# Stefano Satta Flores
Stefano Satta Flores (Napoli, 14 gennaio 1937 – Roma, 22 ottobre 1985) è stato un attore, doppiatore e drammaturgo italiano.
Oltre ai suoi successi cinematografici (La ragazza con la pistola, 1968; C'eravamo tanto amati, 1974; Il prefetto di ferro, 1977) Stefano Satta Flores è stato attivo anche in teatro e in televisione, per la quale tra gli altri ha interpretato nel 1966 lo sceneggiato Luisa Sanfelice.

## Biografia
Iscrittosi a Napoli alla Facoltà di Giurisprudenza, abbandonò l'università per frequentare il Centro sperimentale di cinematografia di Roma, dove si diplomò in recitazione nel 1962 comparendo in un documentario di Marco Bellocchio, suo compagno di corso. Iniziò a recitare in spettacoli amatoriali e, ottenuto un contratto al Piccolo Teatro di Milano, tra il 1966 e il 1968 interpretò testi di Armand Gatti (Vita immaginaria dello spazzino Augusto G.), Giancarlo Sbragia (Il fattaccio di giugno) e Shakespeare (Enrico V). Lasciato il Piccolo Teatro, entrò a far parte della cooperativa teatrale I compagni di scena con Cristiano Censi e Isabella Del Bianco; il gruppo, impegnato politicamente, svolgeva un lavoro di ricerca e seguiva la politica del decentramento, allestendo spettacoli in spazi diversi da quelli tradizionali al fine di intercettare un pubblico nuovo. 
L'attività teatrale si alternava a quella televisiva e cinematografica; in quest'ultima Satta Flores ebbe occasione di dare ottime prove di sé con grandi registi come Lina Wertmüller (I basilischi, suo lungometraggio d'esordio, Questa volta parliamo di uomini), Dario Argento (4 mosche di velluto grigio), Ettore Scola (C'eravamo tanto amati, La terrazza) e Pasquale Squitieri (Il prefetto di ferro, Corleone e L'arma). Impersonò inoltre il librettista Lorenzo Da Ponte in una serie televisiva in lingua francese sulla vita di Mozart. Nel 1979 Satta Flores tornò a tempo pieno al mondo del teatro, questa volta come drammaturgo: scrisse alcune commedie di costume, spesso a sfondo autobiografico o generazionale. Tra i titoli: Dai... proviamo!, 1980, regia di Ugo Gregoretti; Grandiosa svendita di fine stagione, Premio Flaiano 1981; Una donna normale, 1983; Pomeriggio di festa, 1983; Per il resto tutto bene, 1984.
Parallelamente al cinema,teatro e televisione ebbe anche un'intensa attività radiofonica, nel 1973 partecipo' alla trasmissione "Il girasole", nel 1974  sul Programma Nazionale Radiorai fu il conduttore di "Ma guarda che tipo" tipi tipici e atipici del nostro tempo il martedì, mercoledì, giovedì dalle 13.20 alle 14.00 show radiofonico con la partecipazione di grossi nomi dello spettacolo che interagivano con il presentatore, nel marzo 1975 fu ai microfoni di "Voi ed Io" lo storico programma d'intrattenimento radiofonico del mattino sul Programma Nazionale tutti i giorni dal lunedì al sabato dalle 9 alle 11 per l'intero mese, nell'estate del 1975  sul Secondo Programma tutti i giorni dal lunedì al venerdì dalle 10.35 alle 12.10 presento' un altro varietà "Tutti insieme d'estate" (che cambio' titolo in "Tutti insieme alla radio" dall'autunno e trasmesso poi  per tutta la stagione successiva 75/76 sempre la mattina allo stesso orario con la conduzione di Paolo Ferrari, seguito da Francesco Mule' ed infine da Aldo Giuffrè), nuovamente al timone di "Voi ed Io" nel maggio 1976 su Radiouno (nuova denominazione dell'ex Programma Nazionale Radiorai dopo la riforma del sistema radiotelevisivo avvenuta nel 1975) sempre dal lunedì al sabato dalle 9 alle 11, nel 1977/78 presento' "Perfida Rai", ma fu "Via Asiago Tenda" (di cui fu anche coautore) la trasmissione alla quale Satta Flores lego' il suo nome e che condusse per svariati anni su Radiouno tutti i giorni dal lunedì al venerdì dalle 13.30 alle 15.00 (era un varietà di impostazione classica con sketches umoristici, cabaret, canzoni di tutti i tempi e quiz con la partecipazione del pubblico) dal 7 aprile 1980 fino a pochi mesi prima della morte.
Satta Flores morì a Roma all'età di 48 anni, a causa di una grave forma di leucemia. Lasciò due figlie: Francesca, attrice, regista, drammaturga e sceneggiatrice, avuta dalla moglie, e Margherita, doppiatrice, avuta dall'attrice e doppiatrice Teresa Ricci.

## Filmografia

Satta Flores (a sinistra) con Nino Manfredi in C'eravamo tanto amati (1974)

Con Claudia Cardinale in L'arma (1978)

- Ginepro fatto uomo, documentario, regia di Marco Bellocchio (1962)
- Gli arcangeli, regia di Enzo Battaglia (1963)
- I basilischi, regia di Lina Wertmüller (1963)
- Questa volta parliamo di uomini, regia di Lina Wertmuller (1965)
- Signore & signori, regia di Pietro Germi (1966)
- La ragazza con la pistola, regia di Mario Monicelli (1968)
- E venne il giorno dei limoni neri, regia di Camillo Bazzoni (1970)
- Io non scappo... fuggo, regia di Francesco Prosperi (1970)
- La Califfa, regia di Alberto Bevilacqua (1971)
- 4 mosche di velluto grigio, regia di Dario Argento (1971)
- Il generale dorme in piedi, regia di Francesco Massaro (1972)
- Donnarumma all'assalto, regia di Marco Leto (1972)
- Teresa la ladra, regia di Carlo Di Palma (1973)
- L'altra faccia del padrino, regia di Franco Prosperi (1973)
- C'eravamo tanto amati, regia di Ettore Scola (1974)
- Il gioco della verità, regia di Michele Massa (1974)
- Quaranta giorni di libertà, regia Leandro Castellani (1974)
- Quanto è bello lu murire acciso, regia di Ennio Lorenzini (1975)
- Paolo Barca, maestro elementare, praticamente nudista, regia di Flavio Mogherini (1975)
- Salon Kitty, regia di Tinto Brass (1975)
- Colpita da improvviso benessere, regia di Franco Giraldi (1975)
- L'Agnese va a morire, regia di Giuliano Montaldo (1976)
- Perdutamente tuo... mi firmo Macaluso Carmelo fu Giuseppe, regia di Vittorio Sindoni (1976)
- Il prefetto di ferro, regia di Pasquale Squitieri (1977)
- Una donna di seconda mano, regia di Pino Tosini (1977)
- Una spirale di nebbia, regia di Eriprando Visconti (1977)
- Tanto va la gatta al lardo... - episodio Processo per direttissima, regia di Marco Aleandri (1978)
- L'arma, regia di Pasquale Squitieri (1978)
- Corleone, regia di Pasquale Squitieri (1978)
- Qualcuno sta uccidendo i più grandi cuochi d'Europa, regia di Ted Kotcheff (1978)
- Enfantasme, regia di Sergio Gobbi (1978)
- Ridendo e scherzando, regia di Marco Aleandri (1978)
- Corpi separati, regia di Vittorio Sindoni (1978)
- Il malato immaginario, regia di Tonino Cervi (1979)
- Riavanti... Marsch!, regia di Luciano Salce (1979)
- La terrazza, regia di Ettore Scola (1980)
- Cento giorni a Palermo, regia di Giuseppe Ferrara (1984)

## Prosa televisiva Rai
- Il padrino, commedia di Giuseppe Marotta, regia di Giuseppe Di Martino, trasmessa il 4 ottobre 1962.
- Jack l'infallibile, regia di Raffaele Meloni, trasmesso il 30 agosto 1963.
- Dalila di Ferenc Molnár, regia di Giuliana Berlinguer, trasmesso il 9 novembre 1965.
- Vita di Dante, regia di Vittorio Cottafavi, 1965.
- Melissa, regia di Daniele D'Anza, miniserie televisiva, 1966.
- Luisa Sanfelice, regia di Leonardo Cortese, miniserie televisiva, 1966.
- Il berretto a sonagli di Pirandello, regia di Edmo Fenoglio, trasmessa il 25 settembre 1970.
- Romolo il Grande di Friedrich Dürrenmatt, regia di Daniele D'Anza, 1971.
- Canossa di Giorgio Prosperi, regia di Silverio Blasi, trasmessa il 20/27 agosto 1974.
- Quaranta giorni di libertà, regia di Leandro Castellani, 1974.
- I vecchi e i giovani, regia di Marco Leto, 1979.
- Accadde ad Ankara, regia di Mario Landi, 1979.
- Ma che cosa è quest'amore, regia di Ugo Gregoretti, miniserie televisiva, 1979.

## Doppiaggio
- Harrison Ford in Guerre stellari[5], Scusi, dov'è il West?, L'Impero colpisce ancora, Il ritorno dello Jedi[5]
- Bill Murray in Polpette
- Bruce Glover in Un duro per la legge
- Paul Newman in Sfida senza paura
- Tom Skerritt in Alien
- Malcolm McDowell in L'uomo venuto dall'impossibile
- Dudley Moore in 10
- Franco De Rosa in Johnny Oro
- Gabriel Byrne in Cristoforo Colombo
- Mario Adorf in Milano calibro 9, La mala ordina
- Danny DeVito ne La mortadella
- Tomas Milian in I cannibali
- Angelo Infanti in Ischia operazione amore
- Nazzareno Natale in Detenuto in attesa di giudizio
- Richard Pryor in Wagon-lits con omicidi
- Rod Dana in A.D3 operazione squalo bianco
- Tom Atkins in Halloween III - Il signore della notte

## Doppiatori italiani
- Carlo Croccolo in Questa volta parliamo di uomini

## Riconoscimenti
- Premio Flaiano per il teatro
  - 1981 – Miglior autore per Grandiosa svendita di fine stagione[6]

## Omaggi
Gli sono state intitolate una strada nel comune di Roma, in zona Porta di Roma, e un'altra nel comune di Fonte Nuova (RM) in frazione Tor Lupara.